# Alojzy Kopoczek
Alojzy Kopoczek (ur. 17 grudnia 1941 w Mazańcowicach) – polski etnomuzykolog, instrumentolog, pedagog. W latach 1974–1986 był dyrygentem orkiestry dętej, później kierował chórami w Czeskim Cieszynie i Karwine. Habilitował się w 2005 na podstawie rozprawy Ludowe narzędzia muzyczne z ceramiki na ziemiach polskich.
Laureat nagrody im. Karola Miarki (2000).

## Wybrane publikacje
- 1981, Polskie instrumenty ludowe: studia folklorystyczne[2]
- 1984, Instrumenty muzyczne Beskidu Śląskiego i Żywieckiego. Aerofony proste i ich repertuar[1]
- 1989, Ludowe narzędzia muzyczne z ceramiki na ziemiach polskich[2]
- 1996, Ludowe instrumenty muzyczne polskiego obszaru karpackiego: instrumenty dęte[1]
- 2004, Tradycje gry na instrumentach dętych w Jastrzębiu Zdroju[2]